# Indeni/udenpå
Indeni/udenpå är ett musikalbum från 1986 av den danska sångerskan Trille som utgavs på skivbolaget Exlibris (EXL 30 027). Albumet utgavs ursprungligen som LP, men återutgavs på CD 2010 i CD-boxen Hele Balladen.

## Låtlista

### Sida 1
1. Frankrig og Paris  6:00
2. Mer  4:52
3. Sig, der er noget mer!  4:12
4. Ser for sig, hvordan hun danser  3:35
5. Måne-tågesøster  3:52

### Sida 2
1. Indeni/udenpå  5:00
2. Bølger af kraft  3:28
3. Med blinkende lygter og for fulde gardiner  4:27
4. Tosset  4:50
5. Tværs gennem min drøm  3:58